# Artemis (Bordell)

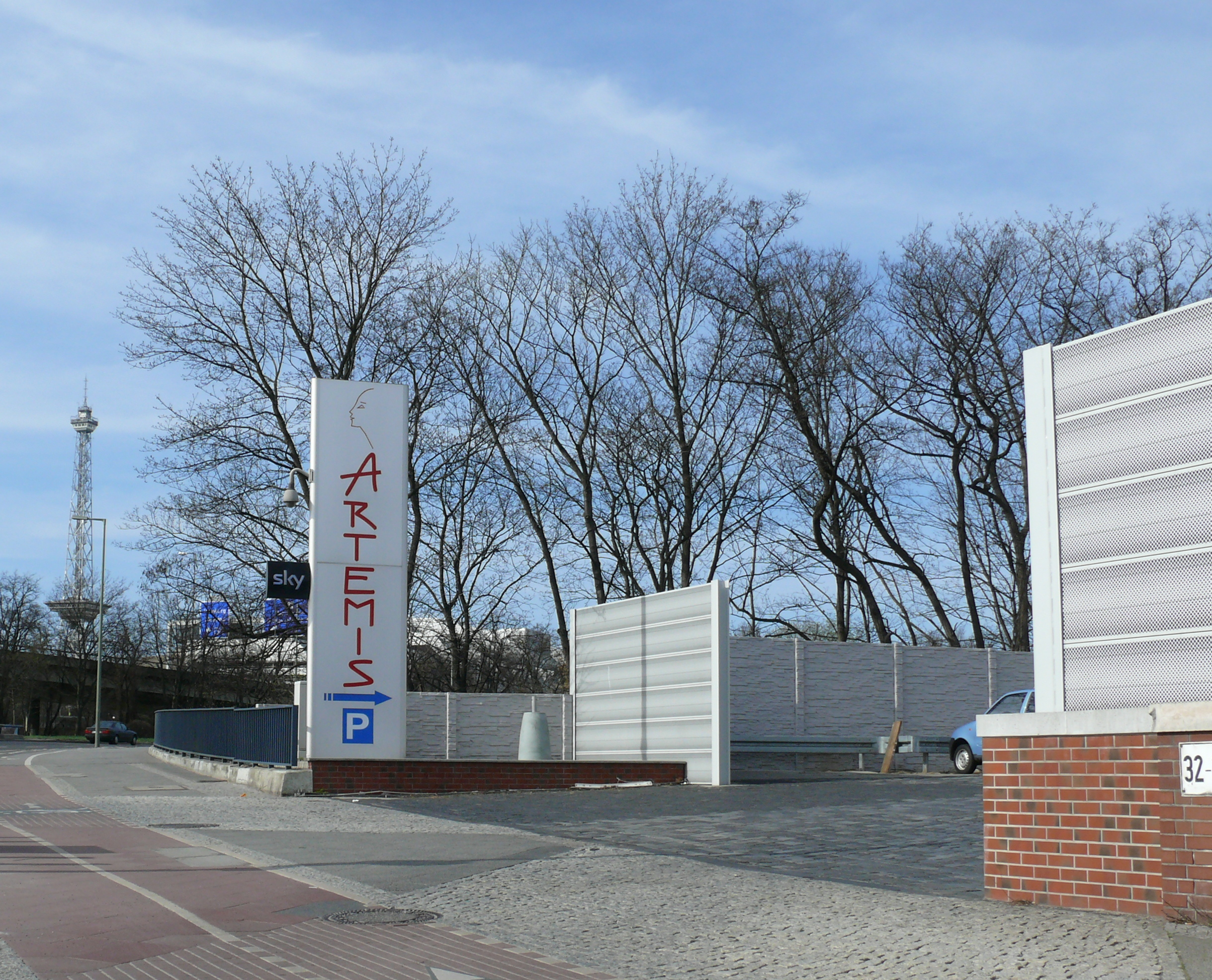
Einfahrt zum Artemis in der Halenseestraße

Das Artemis ist ein Großbordell im Berliner Ortsteil Halensee. Mit einer Fläche von rund 3000 m² ist der im September 2005 eröffnete sogenannte FKK- und Saunaclub das größte Bordell Berlins; darüber hinaus gilt es als eines der größten Bordelle in Deutschland.

## Geschichte
Das Gebäude befindet sich in der Halenseestraße am westlichen Ende des Kurfürstendamms in einem Industriegebiet in Halensee. Es liegt direkt an der S-Bahn-Station Westkreuz und rund 500 Meter südlich vom ICC. Das ehemalige Lagerhaus wurde von dem türkischstämmigen Geschäftsmann Hakim Şimşek, einem zuvor im Bereich Spielcasinos tätigen Investor, für etwa fünf Millionen Euro erworben und umgestaltet. Als Geschäftsführer fungierte sein Bruder Kenan Şimşek. Die Eröffnung als sogenannter „FKK- und Saunaclub“ erfolgte im September 2005. Stadtrat Klaus Dieter Gröhler, der als Bordellgegner bekannt ist, sagte, „baurechtlich ist Herr Şimşek auf der sicheren Seite“. Gegen ein Bordell im Gewerbegebiet sei juristisch nichts einzuwenden. Gegenüber der türkischen Zeitung Hürriyet charakterisierte der Bordellbetreiber Kenan Şimşek das Artemis als „Familienbetrieb“; das Budget für Werbung bezifferte er mit 500.000 Euro, wobei die Fernsehwerbung in 24 Ländern ausgestrahlt werde.
Die durchschnittliche Besucheranzahl 2006 lag laut Angaben von Artemis-Pressesprecher Egbert Krumeich bei rund 250 am Tag. Zum Teil über die Landesgrenzen hinausgehende Medienberichterstattung erhielt das Artemis im Zuge der Fußball-Weltmeisterschaft 2006. So funktionierte der Club während der WM eines seiner Sexkinos für WM-Fernsehübertragungen um. Laut einem Bericht der Frankfurter Allgemeinen Zeitung kam der Club während der WM teilweise an den Rand seiner räumlichen Kapazitäten. Der Club zählte, so ein Polizeisprecher als Reaktion auf entsprechende Befürchtungen im Umfeld der Fußball-WM 2006, nicht zu den „Problemfällen“ unter den Bordellen.
In der Berliner Öffentlichkeit wurde das Artemis unter anderem durch seine offensiven Werbemaßnahmen wahrgenommen. Neben Bannerwerbung bei Hertha-BSC-Heimspielen sowie Taxiwerbung schaltete der Club auch Werbung auf städtischen Doppeldeckerbussen. Nach Beschwerden im Hinblick auf den Jugendschutz entschieden sich die BVG 2013, die Werbeverträge mit dem Artemis nicht zu verlängern.
Das Artemis wurde 2012 durch eine Schießerei vor dem Club sowie Meldungen über einen geplanten Ableger in der Nähe des neuen Flughafens Berlin Brandenburg in der lokalen Berichterstattung erwähnt.
Im Jahr 2016 wurde eine Zahl von 110.000 Gästen jährlich angegeben.
Am 14. April 2016 wurde bekannt, dass Berliner Staatsanwaltschaft, Landeskriminalamt, Hauptzollamt und Steuerfahndung seit 2015 wegen des Verdachts der Beitragsvorenthaltung, mutmaßlichen Steuerstraftaten und Menschenhandels gegen die Betreiber und mehrere für die Überwachung der Betriebsabläufe im Bordell verantwortliche Frauen ermittelten. Von der Berliner Polizei wurde auch eine Verbindung zu den Hells Angels festgestellt. Die Ermittlungen gegen das Artemis begannen, als eine Prostituierte im Januar 2015 gegen ihren Zuhälter aussagte, der ein Aspirant bei den Hells Angels war und sie mit Misshandlungen zur Prostitution im Artemis und anderswo gezwungen hatte; er wurde im Oktober 2017 zu sieben Jahren Haft verurteilt. Am 13. April 2016 vollstreckten 900 Beamte von Polizei, Hauptzollamt und Steuerfahndung sowie sieben Staatsanwälte 16 Durchsuchungsbeschlüsse und sechs Haftbefehle gegen Verantwortliche der Bordellgesellschaft Artemis. Ende Juli 2016 erging jedoch ein Beschluss des Kammergerichts, mit dem die Untersuchungshaft von Kenan und Ismail Şimşek, der beiden Hauptverdächtigen, aufgehoben wurde. Nach Einschätzung des Gerichts gab es für die Vorwürfe des Menschenhandels, der Hinterziehung von Sozialabgaben und Steuern per Ermittlungsstand zum Zeitpunkt der Beschlussfassung keinen dringenden Tatverdacht mehr. Das Kammergericht hielt es außerdem für zweifelhaft, ob zwischen den Betreibern und Prostituierten Arbeitsverhältnisse bestanden haben.
Im April 2018 erhob die Staatsanwaltschaft Berlin schließlich Anklage gegen die Betreiber des Artemis sowie gegen vier Angestellte. Es waren jedoch nur Steuerhinterziehung und Nichtzahlung von Sozialabgaben Gegenstand der Anklage. Am 20. November 2018 entschied eine Wirtschaftsstrafkammer des Landgerichts Berlin, dass auch diese Vorwürfe nicht plausibel seien, und lehnte die Eröffnung des Hauptverfahrens ab.
Die Staatsanwaltschaft Berlin legte Beschwerde gegen diesen Beschluss ein, zog diese aber am 31. Januar 2019 zurück. Damit war das Verfahren in den wesentlichen Punkten nach zweieinhalb Jahren beendet. Die Betreiber des Artemis kündigten an, Schadenersatz für die unrechtmäßige Verfolgung prüfen zu lassen. Daraufhin legte das Berliner Landgericht im November 2018 eine Entschädigung nahe: „Am Dienstag hat nun das Berliner Landgericht entschieden, auch in den übrigen Punkten keine Anklage zuzulassen. Die Şimşek-Brüder seien vielmehr für die erlittene Freiheitsentziehung zu entschädigen […].“ Nachdem das Land Berlin den Vergleichsvorschlag des Kammergerichtes, 25.000 Euro Schadensersatz für die „offensichtlichen und schweren Fehler der Staatsanwaltschaft“ abgelehnt hatte, urteilte das Kammergericht im Dezember 2022 auf einen Schadensersatz von zwei mal 50.000 Euro zuzüglich Zinsen. Im Jahr 2023 einigten sich beide Parteien vor dem Kammergericht auf einen Vergleich, der eine Entschuldigung des Landes Berlin und die Zahlung von insgesamt 250.000 Euro vorsieht.
In einer von der Senatsverwaltung für Justiz und Verbraucherschutz verbreiteten Presseinformation räumte das Land Berlin ein, dass kein Tatverdacht gegen die Betreiber des Artemis bestanden habe und die erheblichen Nachteile, die die damals Beschuldigten durch die Durchsuchung, die Untersuchungshaft, die Anklageerhebung und die Äußerungen der Staatsanwaltschaft erlitten haben, bedauere.

## Konzept
Das dreigeschossige Gebäude beherbergt einen Swimmingpool, drei Saunen sowie zwei Kinos. Es bietet Platz für 70 Prostituierte und 600 Freier. Das Bordell wird als sogenannter FKK- und Saunaclub betrieben. Sowohl Prostituierte als auch Freier entrichten ein Eintrittsgeld, um die Örtlichkeiten uneingeschränkt nutzen zu können. An einem durchschnittlichen Abend arbeiten rund 40 Frauen im Artemis. Deren Bezahlung erfolgt in der Regel nach der Dienstleistung. Die Frauen arbeiten zwar als freiberuflich tätige Selbstständige, der Club legt jedoch für die dort tätigen Frauen Dresscodes im Bereich Outfit (Dessous, Stöckelschuhe usw.) fest. Hinzu kommen organisatorische Absprachen aufgrund von Anwesenheitszeiten und Schichtplänen.
Die Kundschaft des Clubs ist stark international geprägt. Dasselbe gilt für die Frauen, die dort als Prostituierte arbeiten. Zusätzlich zu den Prostituierten arbeiten im Artemis mehrere Dutzend Mitarbeiter im Service-, Reinigungs- und Cateringbereich. Die Prostituierten können zusätzlich ein Zimmer anmieten, um dort zu leben. In sozialer und karitativer Hinsicht strebt das Artemis eine angenehme Außenwahrnehmung an. So entrichtete der Club regelmäßig Spenden an die Berliner Tafel, andere wohltätige Brennpunkt-Organisationen sowie das Obdachlosenmagazin Strassenfeger. Darüber hinaus bietet das Artemis ein- bis zweimal in der Woche auf die Hälfte reduzierte Eintrittspreise für Rentner an.

## Gesellschaftliche Wahrnehmung und Kritik

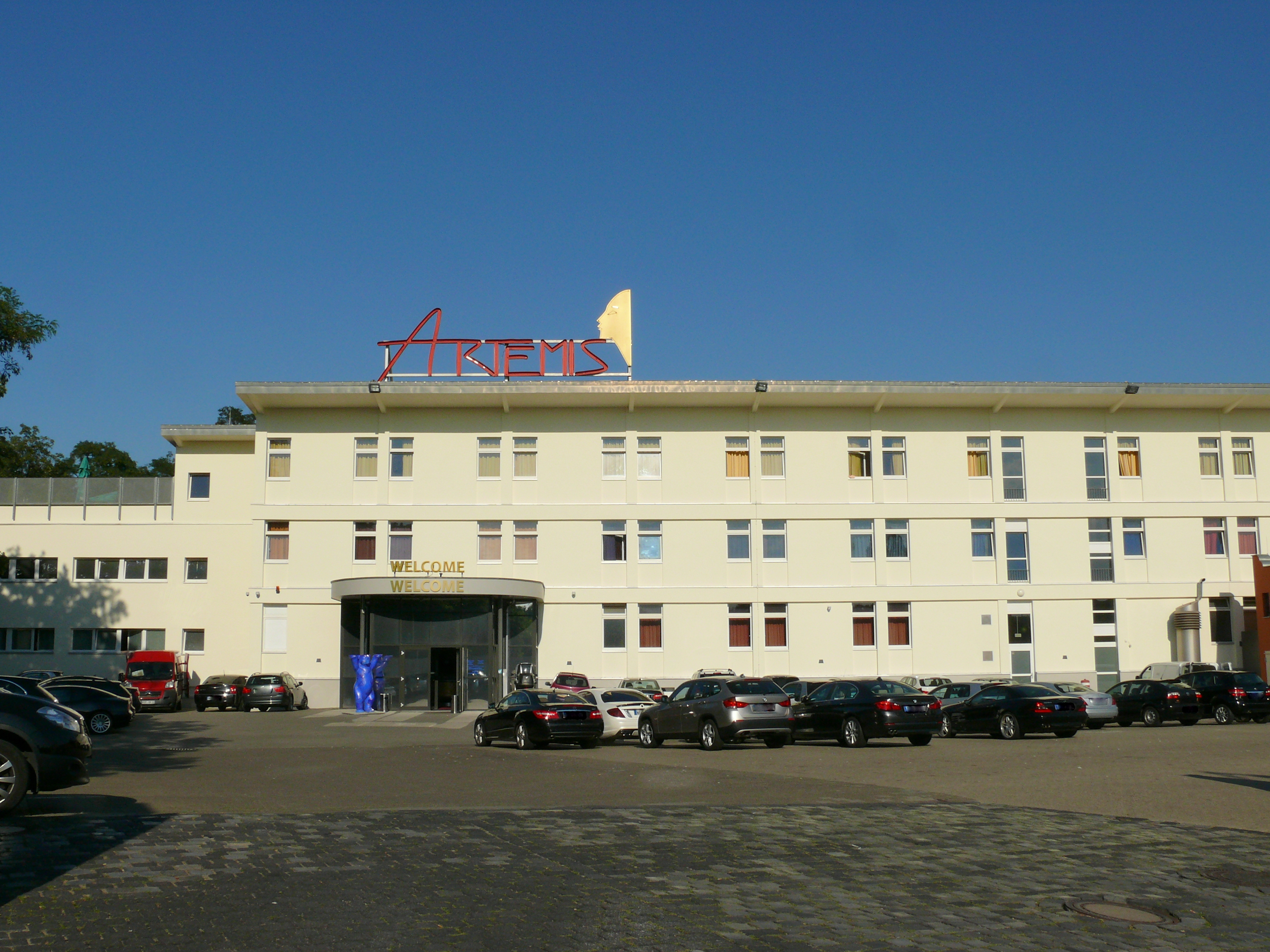
Artemis

Aufgrund seiner exponierten Stellung als international frequentiertes Großbordell und der hauptstädtischen Lage war und ist auch die Medienresonanz auf das Artemis überdurchschnittlich hoch. Unterschiedlich bewertet wurden zum einen die Arbeitsbedingungen der dort arbeitenden Frauen sowie das Geschäftskonzept FKK-Club allgemein. Die Juristin Rahel Gugel führte in ihrer Dissertation zum aktuellen Prostitutionsgesetz als Ursache für den Erfolg von Artemis, Pascha oder dem Colosseum in Augsburg vor allem die ökonomische Effizienz derartiger Großeinrichtungen an: „Der äußerliche Charakter der Großbordelle ähnelt dem eines Wellnessbetriebs mit Sauna, Schwimmbad, Whirlpool und anderem. Sie werden mit hohen Investitionen aufwendig, oftmals luxuriös eingerichtet und dienen der Gewinnmaximierung zugunsten der Betreiber. Die Neuausrichtung dieser Bordelle bezweckt, den Einrichtungen den Charakter des klassischen Bordells zu nehmen und so neue Kundenschichten zu erschließen.“
In den Blickpunkt geriet das Artemis auch im Hinblick auf die Diskussion der Arbeitsbedingungen, denen frei arbeitende Prostituierte seit der Verabschiedung des Prostitutionsgesetzes 2002 unterliegen. Katarina Cetin von der Prostituiertenselbsthilfegruppe Hydra etwa lobte in einer Stellungnahme 2005 vor allem die hohen Hygienestandards des Clubs. Als positiv bewertete Cetin auch das allgemeine Arbeitsambiente sowie den Umstand, dass kein Alkohol ausgeschenkt wird. Allerdings verband sie ihre Aussagen mit der Einschränkung, dass es noch zu früh sei, die Arbeitsbedingungen konkret zu beurteilen. Der Bundesverband Sexuelle Dienstleistungen hingegen befürchtete nach der Eröffnung des Artemis einen Verdrängungswettkampf. Kritisch bewerteten Huren-Selbsthilfeorganisationen 2007 auch das Vorgehen städtischer Behörden gegen Prostituierte – ein Zusammenhang, in dem das Artemis ebenfalls aufgeführt wurde. Razzien in mehreren Hundert Berliner Wohnungsbordellen hatten bei Betroffenen den Verdacht verstärkt, die städtischen Behörden wollten frei arbeitende Prostituierte in überschaubare Großbordelle wie das Artemis abdrängen. Hintergrund war ein verstärkter, unter anderem vom damaligen Berliner Finanzsenator Thilo Sarrazin befürworteter Steuerdruck sowie strittige Auslegungen in Bezug auf die Steuerpauschalen, die Prostituierte gemäß dem Düsseldorfer Modell vorzuentrichten haben.
Veranlasst durch die gesellschaftliche Debatte über das Für und Wider der Prostitution sowie spezielle Aspekte wie Menschenhandel und Zwangsprostitution geriet das Artemis periodisch ebenfalls in die Kritik. So führte etwa die Zeitschrift Emma im Zug ihres 2013 gestarteten Appells gegen Prostitution das Artemis namentlich auf. Ebenso wie das Paradise und das Pascha, so Emma, gehöre auch das Artemis zu jenen Großbordell-Einrichtungen, die die Hemmschwelle von Freiern weiter absenken würden. Eine ähnliche Richtung verfolgte auch die Aktion von Femen Deutschland, die im Dezember 2013 mit einer Ankettaktion vor dem Artemis gegen Frauenkauf beziehungsweise die Behandlung von Frauen als Ware protestierten. Im dazugehörigen Artikel auf ihrer Webseite behauptet Femen unter anderem, im Artemis herrsche Pflicht zum Oralverkehr ohne Kondom. Laut Frankfurter Allgemeiner Zeitung hatte bereits Thomas Brussig in seinem 2007 erschienenen Buch Berliner Orgie über das Artemis berichtet, beim Oralverkehr werde „sogar aufs Kondom verzichtet“. Eine Berliner Prostituierte sagte 2007 gegenüber der Tageszeitung, die Arbeitsbedingungen im Artemis hätten die Standards der Berliner Prostituierten unterhöhlt: „Nacktgebot, Zungenküsse, Französisch ohne – also Oralverkehr ohne Kondom – alles ein Muss.“
Abseits ereignisbezogener Berichterstattung wird das Artemis zumeist als überdurchschnittlich dienstleistungs- und kundenorientiertes, modernes Rotlicht-Etablissement charakterisiert. Der Autor Damien McGuiness hob in einem Artikel für die internationale Ausgabe von Spiegel Online die internationale Frequentierung hervor und setzte den aus der griechischen Mythologie abgeleiteten Namen in Kontrast zu dem eher funktionalen, an Las Vegas erinnernden Interieur. Eine enthusiastische Kritik schrieb der Autor Thomas Brussig in seiner Milieureportage Berliner Orgie. Positiv hob Brussig neben der Sauberkeit vor allem die angenehm entspannte Atmosphäre hervor. Die im Artemis arbeitenden, aus unterschiedlichen Ländern kommenden Frauen charakterisierte Brussig überwiegend als sympathisch. Ein insgesamt positives Bild vermittelte auch ein 2011 erschienener Artikel in der Tageszeitung. Die Managerin des Artemis, früher selbst im Sexgewerbe aktiv, zog einen Vergleich mit früheren Arbeitsstätten und charakterisierte die Arbeit im Artemis mit den Worten: „Im Vergleich zu anderen ist das, was wir hier machen, natürlich Blümchensex.“